# Antti Ahokas
Antti Juhani Ahokas (Lappeenranta, 24 januari 1985) is een Finse professioneel golfer. Hij speelt linkshandig.

## Amateur
Nadat Antti in 2005 het Fins Amateur Strokeplay Kampioenschap had gewonnen ging hij studeren aan de Universiteit van Minnesota. Hij kwam echter al voor Kerstmis terug, won in mei 2006 het Iers Amateur Strokeplay Kampioenschap en werd professional.

### Gewonnen
- 2004: Finnish Amateur Match Play Championship, Finnish Amateur International Open Championship
- 2005: Finnish Amateur Stroke Play Championship, Sonera Open (Nordic League)
- 2006: Irish Amateur Open Stroke Play Championship

### Teams
- Jacques Leglise Trophy: 2002
- Eisenhower Trophy: 2004, 2006
- St Andrews Trophy: 2006
- Bonallack Trophy: 2006 (winnaars)

## Professional
Antti werd in 2006 professional en speelde in 2007 en 2008 op de Europese Challenge Tour. In 2008 behaalde hij daar twee overwinningen. Eind 2008 promoveerde hij naar de Europese PGA Tour.

### Gewonnen

#### Nordic League
- 2005: Sonera Open (als amateur)
- 2006: Gant Open

#### Challenge Tour
- 2008: 103e Abierto VISA de la Republica (-10), ECCO Tour Kampioenschap (-17)